# Cryptocephalus flexuosus
Cryptocephalus flexuosus là một loài bọ cánh cứng trong họ Chrysomelidae. Loài này được Krynicki miêu tả khoa học năm 1834.